# Indrajit Singh Chadha
Indrajit Singh Chadha es un diplomático, indio retirado.
- Indrajit Singh Chadha es hijo de Sumitra Singh Chadha Chadha y Harnam
- En 1956 entró al servicio de la exterior.
- De 1958 a 1959 fue empleado en El Cairo.
- De 1960 a 1962 fue empleado en Colombo.
- De 1962 a 1965 fue secretario adjunto en el Ministerio de Asuntos Exteriores (India).
- De 1965 a 1968 fue empleado en la misión de la India ante la Sede de la Organización de las Naciones Unidas en Nueva York.
- De 1968 a 1969 fue Encargado de Negocios en Amán (Jordania).
- De 1969 a 1971 fue director en el Ministerio de Asuntos Exteriores (India).
- De 1971 a 1972 fue Consejero de embajada en Bruselas.
- De 1972 a 1984 fue representante adjunto en Ginebra.
- De octubre de 1985 a febrero de 1989 fue Alto Comisionado de la India en Daca.
- De octubre de 1985 a febrero de 1989 fue representante del Gobierno de la India ante la Oficina de la Organización de las Naciones Unidas en Ginebra.[2]